# Mette Groes
Mette Groes, née le 9 juin 1937 et morte le 8 novembre 2014, est une personnalité politique danoise.